# Castello di Trezzo sull'Adda

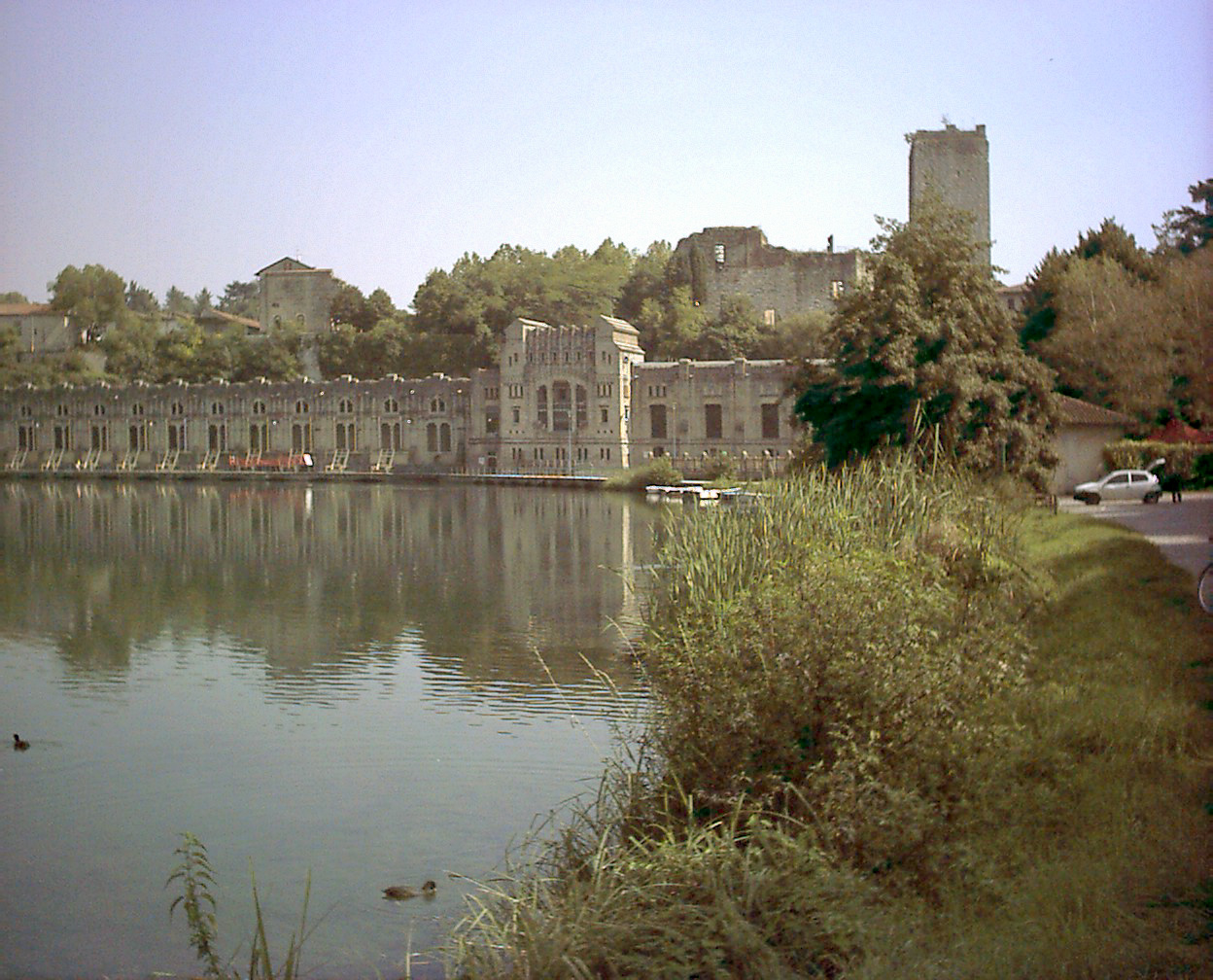
La centrale idroelettrica Taccani e sullo sfondo: il castello visconteo.

Il castello di Trezzo sull'Adda è situato su un promontorio posto sull'ansa del fiume Adda e da questa protetto sui due lati, sul terzo lato si trovava la torre quadrata alta 42 metri.

## Storia
I castelli di epoca viscontea nel milanese formano una sorta di cintura attorno al capoluogo lombardo . Tale collocazione li rende facilmente raggiungibili attraverso un percorso continuo che permette di evidenziarne i principali caratteri stilistico-strutturali e le più ricorrenti tipologie.
Il castello di Trezzo sull'Adda, uno dei più importanti del milanese, venne costruito a difesa di un guado in posizione strategica, probabilmente in epoca longobarda o carolingia.
Nel corso del tempo, il castello fu più volte oggetto di contesa fra schieramenti opposti. In un primo momento, le parti contrapposte furono Federico Barbarossa e la città di Milano. L'imperatore, entrato in possesso del castello nel 1158, commissionò un ampliamento della struttura, che venne fortificata e dotata di torri. Fortificazione che, con la cacciata del Barbarossa, venne smantellata dai milanesi. In un secondo momento fu la volta dei Visconti, contrapposti ai Torriani. Ai Visconti si devono una serie di lavori che trasformarono il castello in una lussuosa residenza signorile. 
Dei fasti del tempo dei Visconti rimane tuttavia ben poco. I resti attuali sono, infatti, quelli della costruzione del 1360 di Bernabò Visconti sui ruderi di una più antica fortezza edificata dal Barbarossa intorno al 1160. Bernabò porta a termine un complesso militare immenso fortificando tutto il promontorio trezzese facendone sua residenza di caccia divenuta poi la sua prigione fino alla morte (1385) ad opera del nipote Gian Galeazzo Visconti. 
Il ponte era a campata unica di 72 metri, alto 25 metri sul pelo dell'acqua, fortificato e costruito su due livelli per consentire il passaggio separato di carri e pedoni; per i tempi era una notevole opera di ingegneria.
Il castello fu conquistato da Paolo Colleoni padre di Bartolomeo Colleoni e da alcuni parenti il 23 ottobre 1404. Dopo la morte di Gian Galeazzo Visconti Pandolfo Malatesta cercò di conquistare il castello, ma approfittando di una rivolta dei prigionieri al suo interno, il Colleoni con il fratello Pietro, aiutati dal cugino Giovanni, scalarono le mura del castello occupandolo. I fatti per tradizione, vengono raccontati anche in modo più romanzato, pare infatti che entrarono travestiti da venditori di vino. Certo che vi si installarono, fino a quando Paolo fu ucciso proprio dai suoi parenti pare mentre stavano giocando una partita a dama, e ne imprigionarono la moglie Riccadonna. Il castello fu riconquistato dal  Carmagnola che ne demolisce il ponte. 
Da quel momento il castello viene utilizzato perlopiù come caserma tra l'altro, nel XIX secolo per ricavarne materiale da costruzione per l'Arena Civica.

## Villa Gina
Villa Gina, come il castello, è costruita sopra uno sperone che domina il fiume Adda. Fu eretta a Concesa nel XVI secolo su un precedente edificio fortificato e fu ristrutturata nel 1855 seguendo i dettami dell'eclettismo. I giardini terrazzati digradano sul fiume e sull'incile del Naviglio Martesana. La villa è  proprietà del Comune di Trezzo e sede del Parco Adda Nord. Secondo la tradizione abitazione personale del medico di Napoleone Bonaparte Pietro Moscati.

### Esplicative
1. ↑  La morte prematura del padre e la prigionia della madre, condizionarono la vita del condottiero Bartolomeo  anno 1990 Adolfo Ragionieri, Antonio Martinelli, Bartolomeo Colleoni dall'Isola all'Europa, Consorzio interncomunale dell'isola..

### Bibliografiche
1. 1 2 3 4 5 6  Contino, Castello di Trezzo d'Adda.
2. ↑   Barbara Carderola, Trezzo, l'eco di Napoleone nelle stanze di Villa Gina, su ilgiorno.it, Il Giorno Martesana. URL consultato il 17 luglio 2020..